# Норагугуме
Норагугуме (итал. Noragugume) — коммуна в Италии, располагается в регионе Сардиния, в провинции Нуоро.
Население составляет 378 человек (2008 г.), плотность населения составляет 14 чел./км². Занимает площадь 27 км². Почтовый индекс — 8010. Телефонный код — 0785.
Покровителем коммуны почитается святой апостол Иаков Старший, празднование 25 июля.

## Демография
Динамика населения:

## Администрация коммуны
- Официальный сайт: http://www.comune.noragugume.nu.it